# Tmarus alticola
Tmarus alticola là một loài nhện trong họ Thomisidae.
Loài này thuộc chi Tmarus. Tmarus alticola được Cândido Firmino de Mello-Leitão miêu tả năm 1929.